# 普里庫班斯科耶區

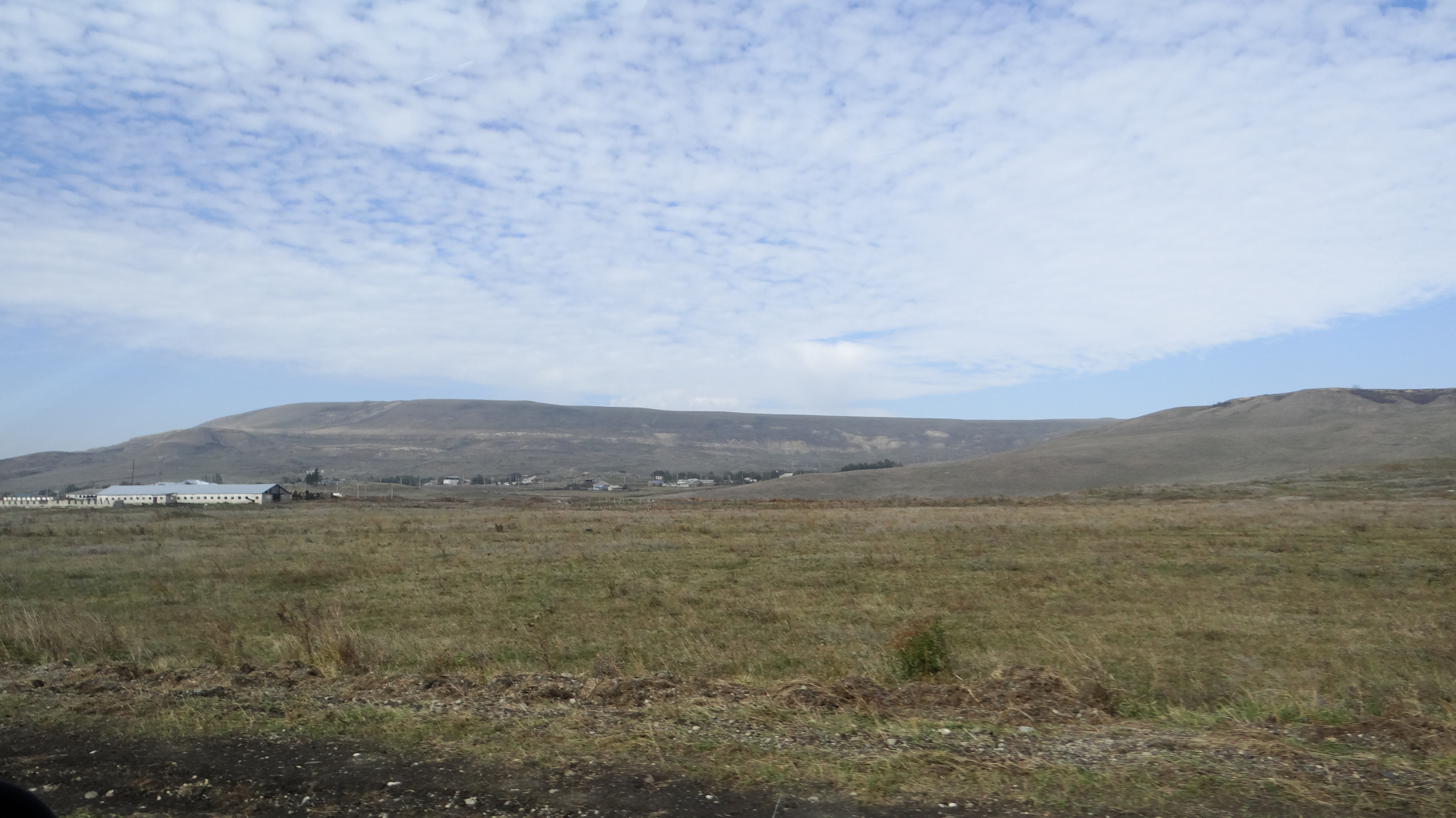

44°16′N 42°14′E / 44.267°N 42.233°E
普里庫班斯科耶區（俄语：Прикубанский район），是俄羅斯的一個區，位於該國西南部，由卡拉恰伊-切爾克斯共和國負責管轄，面積960平方公里，2010年人口29,343，人口密度每平方公里30.57人。